# Рахатський сільський округ
Раха́тський сільський округ (каз. Рахат ауылдық округі, рос. Рахатский сельский округ) — адміністративна одиниця у складі Єнбекшиказахського району Алматинської області Казахстану. Адміністративний центр — село Кайназар.
Населення — 28022 особи (2021; 19032 у 2009, 11473 у 1999, 10224 у 1989).
Станом на 1989 рік існувала Рахатська сільська рада (села Азат, Кайназар, Красний Восток, Рахат). 2025 року до складу Єсіцької міської адміністрації передано 8,29 км² Рахатського сільського округу.

## Склад
До складу округу входять такі населені пункти:
| Населений пункт | Населення, осіб (1989) | Населення, осіб (1999) | Населення, осіб (2009) | Населення, осіб (2021) |
| --------------- | ---------------------- | ---------------------- | ---------------------- | ---------------------- |
| Азат, село      | 2993                   | 3710                   | 5848                   | 4876                   |
| Кайназар, село  | 3149                   | 3203                   | 4058                   | 9287                   |
| Орікті, село    | 2405                   | 2324                   | 6735                   | 4421                   |
| Рахат, село     | 1677                   | 2236                   | 2391                   | 9438                   |